# Mistrzostwa Świata w Lekkoatletyce 2015 – bieg na 5000 m kobiet
Bieg na 5000 metrów kobiet – jedna z konkurencji biegowych rozegranych podczas lekkoatletycznych mistrzostw świata na Stadionie Narodowym w Pekinie.
Obrończynią tytułu mistrzowskiego była Etiopka Meseret Defar.

## Terminarz
| Data        | Godzina |            |
| ----------- | ------- | ---------- |
| 27 sierpnia | 19:40   | Eliminacje |
| 30 sierpnia | 19:15   | Finał      |

## Rekordy
Tabela prezentuje rekord świata, rekordy poszczególnych kontynentów, mistrzostw świata, a także najlepszy rezultat na świecie w sezonie 2015 przed rozpoczęciem mistrzostw.
|                            | Zawodniczka       | Wynik    | Miejsce     | Data                      |
| -------------------------- | ----------------- | -------- | ----------- | ------------------------- |
| Rekord świata              | Tirunesh Dibaba   | 14:11,15 | Oslo        | 6 czerwca 2008(dts)       |
| Listy światowe             | Almaz Ayana       | 14:14,32 | Szanghaj    | 17 maja 2015(dts)         |
| Rekord mistrzostw świata   | Tirunesh Dibaba   | 14:38,59 | Helsinki    | 13 sierpnia 2005(dts)     |
| Rekord Afryki              | Tirunesh Dibaba   | 14:11,15 | Oslo        | 6 czerwca 2008(dts)       |
| Rekord Azji                | Jiang Bo          | 14:28,09 | Szanghaj    | 23 października 1997(dts) |
| Rekord Ameryki Północnej   | Molly Huddle      | 14:42,64 | Fontvieille | 18 lipca 2014(dts)        |
| Rekord Ameryki Południowej | Simone da Silva   | 15:18,85 | São Paulo   | 20 maja 2015(dts)         |
| Rekord Europy              | Lilija Szobuchowa | 14:23,75 | Kazań       | 19 lipca 2008(dts)        |
| Rekord Australii i Oceanii | Kimberley Smith   | 14:45,93 | Rzym        | 11 lipca 2008(dts)        |

## Minima kwalifikacyjne
Aby zakwalifikować się do mistrzostw, należało wypełnić minimum kwalifikacyjne wynoszące 15:20,00 (uzyskane w okresie od 1 października 2014 do 10 sierpnia 2015).

## Rezultaty

### Eliminacje
Awans: Pięć najszybszych z każdego biegu (Q) i pięć z najlepszymi czasami wśród przegranych (q).
| Pozycja | Bieg | Zawodniczka               | Państwo                      | Czas     | Uwagi |
| ------- | ---- | ------------------------- | ---------------------------- | -------- | ----- |
| 1.      | 2    | Almaz Ayana               | Etiopia                      | 15:09,40 | Q     |
| 2.      | 2    | Senbere Teferi            | Etiopia                      | 15:14,57 | Q     |
| 3.      | 2    | Viola Kibiwot             | Kenia                        | 15:15,27 | Q     |
| 4.      | 1    | Genzebe Dibaba            | Etiopia                      | 15:20,82 | Q     |
| 5.      | 1    | Mercy Cherono             | Kenia                        | 15:20,94 | Q     |
| 5.      | 1    | Mimi Belete               | Bahrajn                      | 15:20,94 | Q     |
| 7.      | 1    | Irene Cheptai             | Kenia                        | 15:21,03 | Q     |
| 8.      | 1    | Susan Kuijken             | Holandia                     | 15:25,67 | Q     |
| 9.      | 2    | Janet Kisa                | Kenia                        | 15:26,49 | Q     |
| 10.     | 2    | Eloise Wellings           | Australia                    | 15:26,67 | Q,    |
| 11.     | 2    | Ayuko Suzuki              | Japonia                      | 15:28,18 | q     |
| 12.     | 1    | Misaki Onishi             | Japonia                      | 15:33,84 | q     |
| 13.     | 1    | Stephanie Twell           | Wielka Brytania              | 15:34,72 | q     |
| 14.     | 1    | Nicole Tully              | Stany Zjednoczone            | 15:41,03 | q     |
| 15.     | 2    | Jennifer Wenth            | Austria                      | 15:43,57 | q     |
| 16.     | 1    | Madeline Heiner           | Australia                    | 15:47,97 |       |
| 17.     | 1    | Gulszat Fazlitdinowa      | Rosja                        | 15:48,44 |       |
| 18.     | 2    | Betlhem Desalegn          | Zjednoczone Emiraty Arabskie | 15:48,52 |       |
| 19.     | 1    | Nicole Sifuentes          | Kanada                       | 15:50,99 |       |
| 20.     | 2    | Karoline Bjerkeli Grøvdal | Norwegia                     | 16:02,20 |       |
| 21.     | 2    | Marielle Hall             | Stany Zjednoczone            | 16:06,60 |       |
| 22.     | 2    | Azusa Sumi                | Japonia                      | 16:13,65 |       |
| 23      | 2    | Abbey D’Agostino          | Stany Zjednoczone            | 16:16,47 |       |
| 24      | 1    | Olivia Mugove Chitate     | Zimbabwe                     | 16:34,70 | PB    |
| –       | 2    | Jelena Korobkina          | Rosja                        | DNF      |       |
| –       | 2    | Maureen Koster            | Holandia                     | DNF      |       |
| –       | 1    | Nikki Hamblin             | Nowa Zelandia                | DNS      |       |

### Finał
| Pozycja | Zawodniczka     | Państwo           | Czas     | Uwagi |
| ------- | --------------- | ----------------- | -------- | ----- |
| 01 !    | Almaz Ayana     | Etiopia           | 14:26,83 | CR    |
| 02 !    | Senbere Teferi  | Etiopia           | 14:44,07 |       |
| 03 !    | Genzebe Dibaba  | Etiopia           | 14:44,14 |       |
| 4.      | Viola Kibiwot   | Kenia             | 14:46,16 |       |
| 5.      | Mercy Cherono   | Kenia             | 15:01,36 |       |
| 6.      | Janet Kisa      | Kenia             | 15:02,68 | SB    |
| 7.      | Irene Cheptai   | Kenia             | 15:03,41 |       |
| 8.      | Susan Kuijken   | Holandia          | 15:08,00 |       |
| 9.      | Ayuko Suzuki    | Japonia           | 15:08,29 | PB    |
| 10.     | Eloise Wellings | Australia         | 15:09,62 | SB    |
| 11.     | Mimi Belete     | Bahrajn           | 15:17,01 |       |
| 12.     | Stephanie Twell | Wielka Brytania   | 15:26,24 |       |
| 13.     | Nicole Tully    | Stany Zjednoczone | 15:27,42 |       |
| 14.     | Misaki Onishi   | Japonia           | 15:29,63 |       |
| 15.     | Jennifer Wenth  | Austria           | 15:35,46 |       |